# Jordymone9
Jordymone9, artiestennaam van Jordy Linton Samuel (Amsterdam, 20 juni 1995), is een Nederlandse rapper.
Jordymone9 bracht in 2018 zijn eerste nummer genaamd Onze vader uit. Hij tekende hiena bij platenlabel Top Notch en bracht diverse singles, ep's en albums uit waaronder Many man (single), Madness (ep), Take risk (ep), Echte werkers (album). In 2021 besloot Jordy weg te gaan bij het label en zelf muziek en video's uit te brengen. Naast het spelen in muziekvideo’s wist hij een figurantenrol te bemachtigen in het vierde seizoen van Mocro Maffia als Lenny. Ook in het vijfde seizoen keerde hij terug met een uitgebreidere rol.
In 2023 bracht Jordymone9 zijn album JORDY uit in combinatie met de gelijknamige short movie. In de ca. 40 minuten durende film vertoont Jordy zijn levensverhaal dat tussen de scènes door overvloeit in de muziek die op het album te beluisteren is.
In 2021 kwam Samuel negatief in de berichtgeving nadat hij in een video in politiekleding verscheen. De politie meldde dat het leek te gaan om echte politiekleding, waarvan op dat moment niet te achterhalen was waar dit vandaan kwam.

## Discografie

### Albums
| Album         | Verschijnen      | Label             | Hitlijsten | Hitlijsten | Hitlijsten | Hitlijsten | Opmerkingen   |
| Album         | Verschijnen      | Label             | BE (VL)    | BE (VL)    | NL         | NL         | Opmerkingen   |
| Album         | Verschijnen      | Label             | Piek       | Weken      | Piek       | Weken      | Opmerkingen   |
| ------------- | ---------------- | ----------------- | ---------- | ---------- | ---------- | ---------- | ------------- |
| Take risk     | 19 november 2020 | Top Notch         | —          | —          | 68         | 1          | Extended play |
| Echte werkers | 25 juni 2021     | Mone9 / Top Notch | 48         | 3          | 5          | 12         | Studioalbum   |
| Jordy         | 26 mei 2023      | Mone9             | 104        | 2          | 8          | 5          | Studioalbum   |

### Nummers met notering(en) in een hitlijst
| Lied                     | Verschijnen  | Album         | Hitlijsten   | Hitlijsten   |
| Lied                     | Verschijnen  | Album         | NL (Top 100) | NL (Top 100) |
| Lied                     | Verschijnen  | Album         | Piek         | Weken        |
| ------------------------ | ------------ | ------------- | ------------ | ------------ |
| Niks voor niks (met Hef) | 11 juni 2021 | Echte werkers | 68           | 3            |